# Massacres d'Adana
Les massacres d'Adana (en armeni Ադանայի կոտորած ; en turc Adana İğtişaşı) van tenir lloc a la vila d'Adana (Imperi Otomà) - que correspon aproximadament a la regió històrica de Cilícia - durant el mes d'abril de 1909. Una massacre perpetrada pels turcs contra les poblacions armènies de la ciutat d'Adana després de la contrarevolució otomana de 1909 va degenerar en un esclat de violència anti-armènia a tota la província. Els informes calculen que en aquests pogroms van morir entre 20.000 i 30.000 víctimes armènies i 1.300 víctimes assíries en total.
El 1908, durant la Revolució dels Joves Turcs, grups revolucionaris otomans i armenis van cooperar per aconseguir fer fora el sultà Abdul Hamid II i restablir la constitució del 1876. En reacció, el 31 de març de 1909 (o 13 d'abril segons el calendari occidental), una contrarevolució armada es dirigeix al Comitè de la Unió i el Progrés i s'apodera d'Istanbul. Aquesta revolta dura només deu dies, però desencadena la massacre de les poblacions armènies de la província d'Adana durant més d'un mes.
Aquestes massacres tenen el seu origen en diferències polítiques, econòmiques i religioses. Els armenis d'Adana van ser descrits com els "més rics i pròspers.",
La minoria armènia va donar suport obertament al cop d'estat contra Abdul Hamid II. L'auge del nacionalisme turc i la creença popular que els armenis eren una mena de cinquena columna i controlada per Europa van contribuir a la ferocitat dels abusos.

## Context
Adana es va convertir en armènia el 1132, presa per les forces armades del Regne Armeni de Cilícia i en va formar part fins al 1360. Els armenis van continuar establerts al llarg dels segles, formant una població pròspera i creativa.
El 1908, el govern dels Joves Turcs va arribar al poder després d'una revolució. En un any, la població armènia de l'Imperi Otomà va aprofitar el final del regnat del sultà Abdul Hamid II per organitzar-se políticament per donar suport al nou govern, que va prometre posar-los en peu d'igualtat amb els seus compatriotes musulmans i la reconciliació entre religions i ètnies de l'Imperi.
Els armenis van ser fins llavors sotmesos a l'estatut de Dhimma. A més, a partir del 1876, el sultà Abdul Hamid II, animat pel panislamisme, una mena de nacionalisme musulmà, va implementar una campanya de massacres d'armenis (anomenades massacres hamidianes) que, el 1896, va deixar més de 200.000 morts. Aquestes massacres provoquen la indignació de tot Europa que no intervé però. És per això que la minoria armènia de Cilícia, però també la resta dels armenis de l'Imperi i de la diàspora, veuen en l'arribada al poder dels joves turcs un regal del cel. Per tant, els cristians obtenen el dret d'armar-se i formar grups polítics significatius. Però els lleials del sultà, productes purs del sistema que havia conduït a les massacres hamidianes, van veure ràpidament l'emancipació dels cristians que perjudicava els seus avantatges.

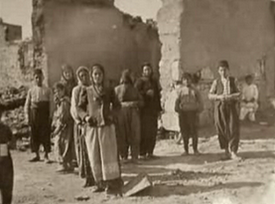
Un poble armeni saquejat i destruït durant la massacre d'Adana.

La contrarevolució otomana de 1909 va recuperar el poder dels joves turcs i va permetre a Abdul Hamid II recuperar breument els seus poders dictatorials. Aquest últim es dirigeix a la franja més conservadora i reaccionària de la població musulmana, mobilitzant la retòrica populista parlant de restablir la llei de la xaria i un califat islàmic. Aquesta estratègia li permet obtenir un suport popular real que dirigeix contra el moviment dels joves turcs.

### Causes

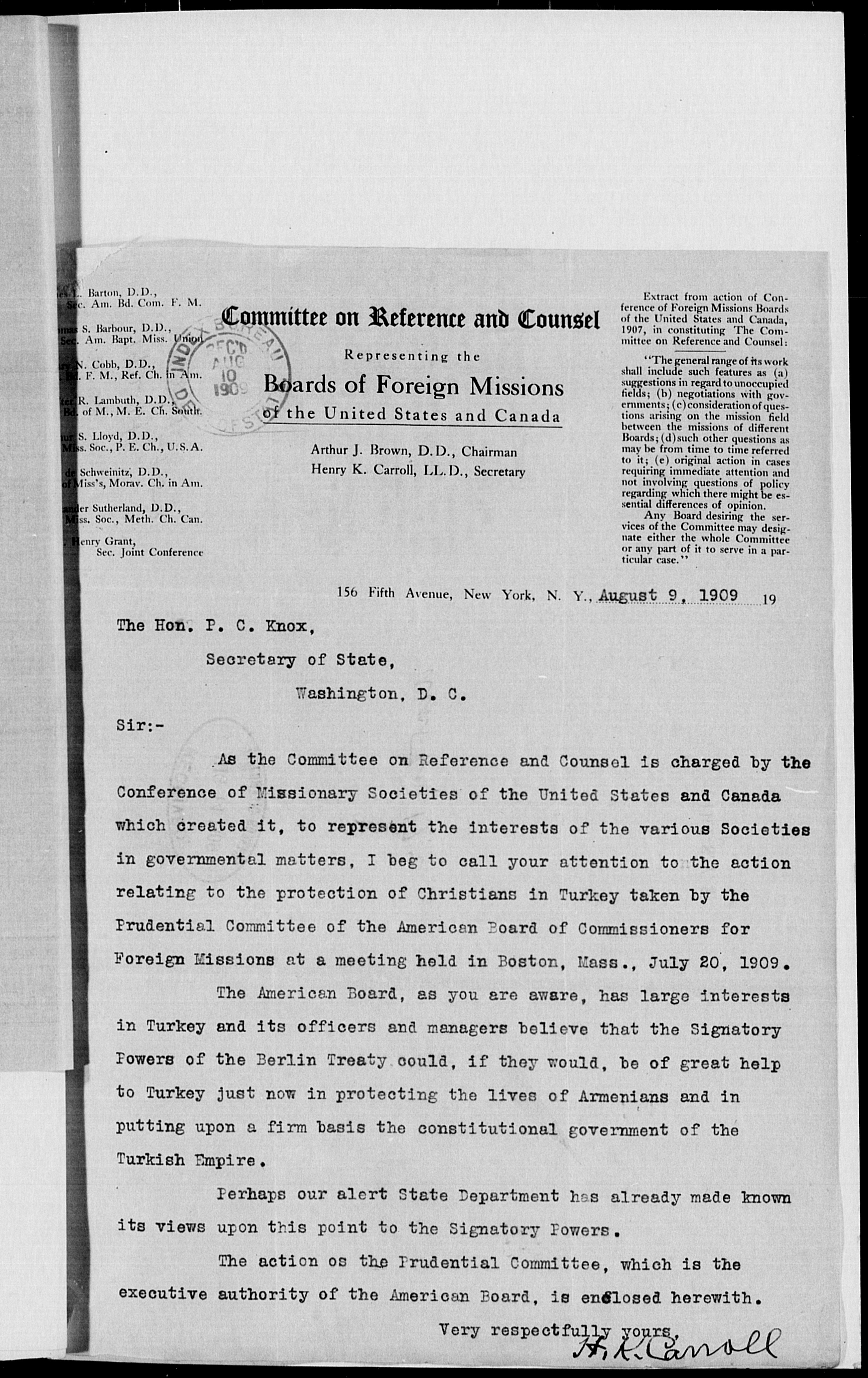
Henry K. Carroll, de les juntes de missions estrangeres, pledeja en aquest text amb el secretari d'estat nord-americà a favor de la protecció dels cristians a l'Imperi Otomà.

Segons una font, quan va arribar a Adana la notícia que s'havia produït una insurrecció a Constantinoble, els rumors d'una imminent revolta armènia van començar a circular entre la població musulmana d'Adana. Entre aquest moment i el 14 d'abril, el districte armeni és devastat per la multitud i diversos milers d'armenis moren les setmanes següents.
Altres fonts assenyalen que " enfrontament entre armenis i turcs el 13 d'abril va provocar un motí que va provocar el saqueig de basars i el saqueig de barris armenis ". Dos dies després, més de 2.000 armenis havien perdut la vida com a conseqüència d'aquests esdeveniments.
En el seu informe sobre la massacre datat el juliol de 1909 i dirigit al diplomàtic Sir Gerard Lowther, oficial britànic i vicecònsol a Mersin Charles Doughty-Wylie escriu que " la teoria que els armenis van liderar una revolució armada és ara àmpliament qüestionada per les elits intel·lectuals." Doughty-Wylie explica que és impossible que es produeixi una insurrecció sense una concentració real de tropes o sense un esforç per apoderar-se d'una fortalesa; i que, en tot cas, el nombre d'armenis potencialment mobilitzats hauria estat " fàcilment colpejat per l'exèrcit otomà." No s'haurien deixat al seu destí funerari i s'haurien escampat per la província sense armes ni esperança d'escapar dels seus fills i germans, afegeix en una nota a peu de pàgina.
A partir d'aquest informe de Charles Doughty-Wylie, l'historiador Vahakn Dadrian selecciona alguns passatges significatius: " Els turcs, amos durant segles, van trobar el seu gran escull en la igualtat amb els cristians. [... ] Entre els professors més ferotges de l'islam, creix el ressentiment. Els adversaris de Déu es convertirien en iguals de l'islam? Per a ells, a tots els cafès, els infidels discutien en veu alta un odi i un canvi ateu "
Abdülhamid es converteix llavors en una figura venerada, en aquest context, perquè, segons Doughty-Wylie, " va llançar la moda de la massacres ".

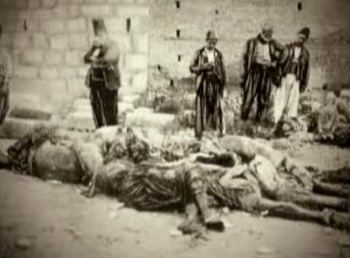
Cossos d'armenis massacrats a Adana.

## Procés

Els barris armenis d'Adana van ser saquejats i cremats durant les massacres.

Organitzats pel moviment Joves Turcs, que va arribar al poder el 1908, van fer entre 20.000 i 30.000 morts.
Igual que el sultà Abdülhamid, els joves turcs són impulsats per un nacionalisme musulmà, el pan-turquisme, que situa la raça turca per sobre dels àrabs i els perses. La idea original que " l'Imperi de l'Islam serà prou gran com per poder trencar qualsevol contacte amb els cristians "Va passar el seu dia i la idea de regenerar Turquia finalment va passar per una purificació de tots" infidels de l'Imperi ".
La nit del 25 al 26 d'abril de 1909, amb l'ajut de Tchiganes i Baixi-Bozuqs, els soldats otomans massacraran els cristians i saquejaran els seus negocis, esglésies i escoles. El vali no podrà restablir l'ordre. Moltes escoles cristianes són destruïdes, inclosa l'última escola francesa a Adana.
Organitzats pocs anys després de les massacres hamidianes de 1894 - 1896, són també el preludi del genocidi armeni del 1915 - 1916.